# Museu do Erotismo (Barcelona)
O Museu do Erotismo (em catalão,  Museu de l'Eròtica) é um museu dedicado ao erotismo. Situa-se na Rambla, em Barcelona, na Espanha. Possui aproximadamente oitocentas obras de arte, entre pinturas, esculturas e fotografias. Seu destaque é uma sala dedicada aos filmes pornográficos produzidos pelo rei Afonso XIII de Espanha.